# France Culture
France Culture (literalmente, del francés, "Francia Cultura"), es una cadena de radio pública de Francia creada en 1963 y que forma parte del grupo Radio France. Tiene la sede en París y está dirigida por la periodista y escritora Sandrine Treiner desde 2015. Su lema es "l'esprit de ouverture" (el espíritu de apertura), y es la cuarta radio con más audiencia del grupo RadioFrance con 1.625.000 auditores diarios según Médiamétrie.

## Temáticas

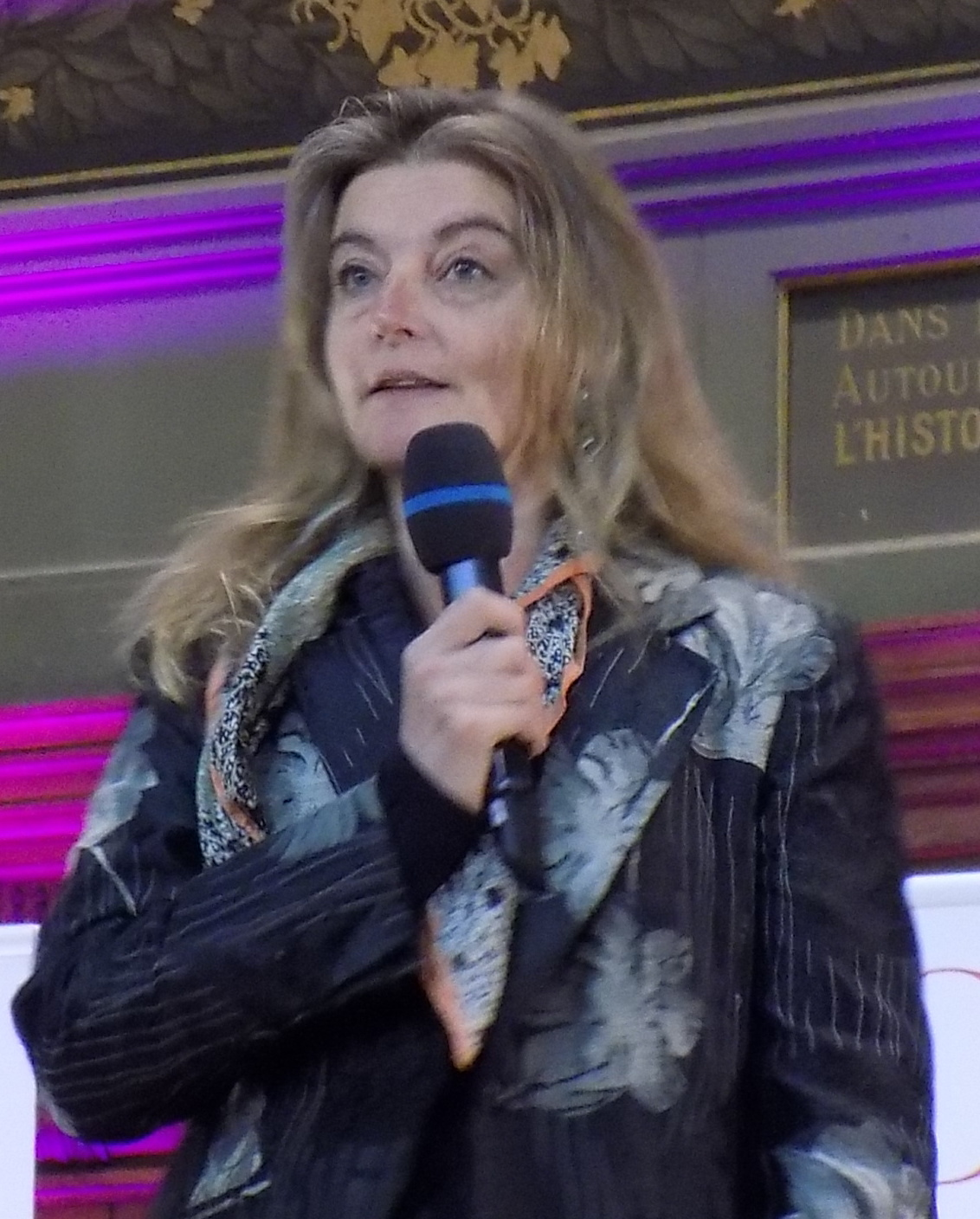
Sandrine Trenier, directora de France Culture desde 2015.

La radio está enfocada en tres grandes bloques, por un lado, los debates y exposiciones de temas de la actualidad política, económica, social y medioambiental. Por otro lado, la difusión de la historia nacional e internacional, la ciencia y la filosofía. Por último, abarcan las cultura desde obras de teatro, literatura, cine, fotografía, música, diseño y gastronomía entre otros. Al igual que las otras radios públicas del mismo grupo, France Culture tampoco dispone de anuncios por parte de terceros.
Por otro lado, la radio también dispone de una publicación escrita que trata los mismos contenidos, llamada « Papiers » y editado por Exils.

## Difusión

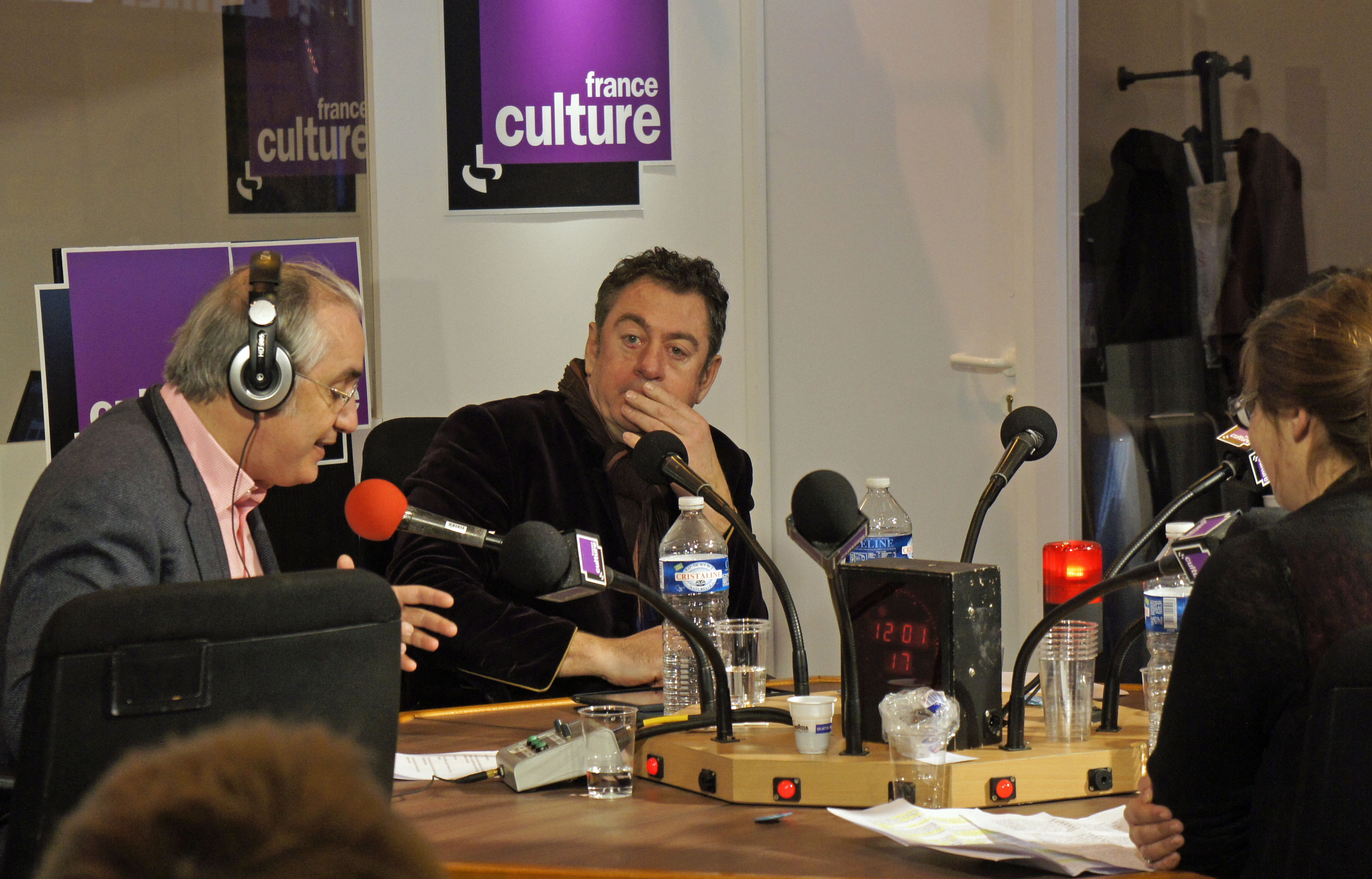
Mesa de debate de France Culture, con el escritor Alain Kruger.

Además de la frecuencia modulada y DAB+, France Culture emite todos sus programas en directo a través de internet, además de tener un archivo en forma de pódcast todos sus programas. Las principales frecuencias en las capitales de regiones son:

| Frecuencia  | Capital     | Región                    |
| ----------- | ----------- | ------------------------- |
| 88.8 / 94.1 | Lyon        | Auvernia-Ródano-Alpes     |
| 93,7        | Dijon       | Borgoña-Franco Condado    |
| 98,3        | Rennes      | Bretaña                   |
| 95,8        | Orleans     | Centro-Valle de Loira     |
| 97,6        | Ajaccio     | Córcega                   |
| 87,7        | Estrasburgo | Gran Este                 |
| 98,0        | Lille       | Alta Francia              |
| 93,5        | París       | Isla de Francia           |
| 94,0        | Ruan        | Normandía                 |
| 97,7        | Burdeos     | Nueva Aquitania           |
| 95,7 / 96,3 | Toulouse    | Región de Occitania       |
| 94,2        | Nantes      | Países del Loira          |
| 99,0        | Marsella    | Provenza-Alpes-Costa Azul |
| 104,0       | Andorra     | Principado de Andorra     |